# Чэнь Дэмин
Чэнь Дэми́н (кит. упр. 陈德铭, пиньинь Chén Démíng, род. в марте 1949, Шанхай) — китайский политик, глава китайской Ассоциации за развитие связей между берегами Тайваньского пролива (2013-2018), министр коммерции КНР (2007—2013).
Член КПК с сентября 1974 года, кандидат в члены ЦК КПК 17 созыва. Депутат ВСНП 9 созыва (1998—2003).

## Биография
По национальности ханец.
Окончил факультет механизации сельского хозяйства Цзянсиского сельскохозяйственного университета, где учился в 1974—1977 годах. Степень магистра по экономике получил в Нанкинском университете, в бизнес-школе университета получил докторат по управлению.
Трудовую деятельность начал в 1969 году в провинции Цзянси. С 1980 года работал в пров. Цзянсу в офисе Jiangsu Food Processing Co., в частности помощником управляющего Тайчжоуского мясокомбината, после пяти лет работы в пищевой промышленности перешёл на государственнуцю службу, став заместителем директорам коммерческого департамента провинции  Цзянсу (1985—1993). В 1993—1997 годах заместитель ответственного секретаря, а в 1996—19-97 годах начальник канцелярии провинциального правительства.
В 1997—2000 годах — мэр Сучжоу (провинции  Цзянсу), с 1997 года заместитель главы, а в 2000—2002 годах глава Сучжоуского горкома КПК и парторг Сучжоуского индустриального парка, также в 2001—2002 годах член посткома парткома пров. Цзянсу.
С 2002 года член постоянного комитета парткома и вице-губернатор провинции Шэньси, в 2004—2006 годах её губернатор и замглавы парткома провинции.
В 2006—2007 годах заместитель председателя и заместитель парторга Национального комитета развития и реформ (NDRC).
С ноября 2007 года заместитель министра, с декабря 2007 года по 2013 год министр коммерции КНР и парторг министерства.
С 26 апреля 2013 глава китайской Ассоциации за развитие связей между берегами Тайваньского пролива (ARATS) - по 2018.